# Ostaszky (przystanek kolejowy)
Ostaszky (ukr. Осташки) – przystanek kolejowy w pobliżu miejscowości Iwankiwci, w rejonie chmielnickim, w obwodzie chmielnickim, na Ukrainie. Położony jest na linii Szepetówka – Chmielnicki.
Nazwa pochodzi od pobliskiej wsi Ostaszky.